# Marcillac-la-Croisille
Marcillac-la-Croisille är en kommun i departementet Corrèze i regionen Nouvelle-Aquitaine i de centrala delarna av Frankrike. Kommunen ligger  i kantonen La Roche-Canillac som tillhör arrondissementet Tulle. År 2022 hade Marcillac-la-Croisille 853 invånare.

## Befolkningsutveckling
Antalet invånare i kommunen Marcillac-la-Croisille
Referens:INSEE